# 毛熙祚
毛熙祚（？—451年1月27日），荥阳郡阳武县（今河南省新乡市原阳县）人，东晋梁秦二州刺史毛瑾之孙，司州刺史毛修之哥哥的儿子，刘宋官员。

## 生平
元嘉二十七年（450年）十二月，宋文帝刘义隆派遣臧质出任辅国将军、假节，率领一万多人救援被北魏围攻的彭城。宋军推进到盱眙，魏太武帝拓跋焘已经亲自率军绕过彭城，南渡淮河，当时刘宋冗从仆射胡崇之兼领臧质府司马，胡崇之的副将太子积弩将军臧澄之、建威将军毛熙祚也受到臧质的指挥。盱眙城东有高山，臧质担心北魏将高山占据，就派胡崇之、臧澄之的两路军队驻扎在盱眙城东高山上，毛熙祚占据盱眙城前水滨，臧质自己的军队驻扎在盱眙城南。十二月乙丑（451年1月27日），魏太武帝诏令进攻宋军的两处军营，北魏燕王拓跋谭进攻胡崇之、臧澄之的两处军营，胡崇之等人力战不敌，军众溃散，都被魏军杀死。魏军又进攻毛熙祚，毛熙祚所率领的都是北府兵的精兵，幢主李灌率领激励将士，杀死魏军很多人。队主周胤之、外监杨方生又率领部下向魏军射箭，魏军将要后退时，正好毛熙祚受伤而死，宋军于是溃散。魏军斩下胡崇之、毛熙祚等人的首级一共数千，其余宋军士兵投水而死。当日臧质按兵不动，不敢救援，所以胡崇之、臧澄之、毛熙祚的三处军营全部被消灭。刘宋朝廷后赠予毛熙祚正员郎。